# 北塞勒姆鎮區 (密蘇里州林縣)
北塞勒姆鎮區（英語：North Salem Township）是位於美國密蘇里州林縣的一個行政鎮區。

## 地方資料
北塞勒姆鎮區的面積為114.89平方千米，當中陸地面積為114.50平方千米，而水域面積為0.39平方千米。根據2020年美國人口普查的數據，當地共有人口112人，而人口密度為每平方千米0.97人。